# Římskokatolická farnost Petrovice u Rakovníka
Římskokatolická farnost Petrovice u Rakovníka je jedno z územních společenství římských katolíků v rakovnickém vikariátu s farním kostelem Navštívení Panny Marie v Petrovicích.

## Dějiny farnosti
Ve zdejší oblasti vznikla nejdříve roku 1352 v Šanově (starším názvem Schanova) u kostela Nanebevzetí Panny Marie plebánie. Po reformaci šlo jen o rakovnickou filiálku, a i když později byla farnost obnovena, roku 1715 bylo její sídlo přeneseno do Petrovic (staršími názvy Petrovicium nebo Petrowitz). Farnost začala vést matriky roku 1716, starší jsou uloženy na místním obecním úřadu, novější stále na farním úřadě. K 1. lednu 2004 byly s farností sloučeny původní farnosti Děkov, Kněževes u Rakovníka, Kolešovice, Panoší Újezd, Rousínov, Senomaty a Slabce.

## Území farnosti
Do farnosti náleží území obcí:
Děkov • Hořesedly • Hořovičky (kromě části Bukov) • Hřebečníky (kromě části Týřovice) • Hvozd • Chrášťany (kromě části Nový Dvůr) • Kněževes • Kolešovice (kromě části Zderaz) • Krakov • Krakovec • Lašovice • Lubná • Malinová • Panoší Újezd • Pavlíkov (kromě části Ryšín) • Petrovice • Příčina • Přílepy • Řeřichy (pouze část Nový Dvůr) • Senec • Senomaty • Slabce • Svojetín • Šanov • Všetaty • Zavidov

## Kostely a kaple
| Kostel                         | Místo     | Bohoslužba                  |
| ------------------------------ | --------- | --------------------------- |
| kostel sv. Jakuba Staršího     | Kněževes  | neděle                      |
| kostel Navštívení Panny Marie  | Petrovice | sobota (1. sobota v měsíci) |
| kostel Nanebevzetí Panny Marie | Šanov     | neděle                      |
| kostel sv. Vavřince            | Senomaty  |                             |
| kostel sv. Mikuláše            | Slabce    | sobota (od května do října) |